# Halysidota harrisii
Halysidota harrisii là một loài bướm đêm thuộc phân họ Arctiinae, họ Erebidae. Nó được tìm thấy ở đông nam Canada, khu vực miền đông của Hoa Kỳ (but not Florida) và đông bắc México.

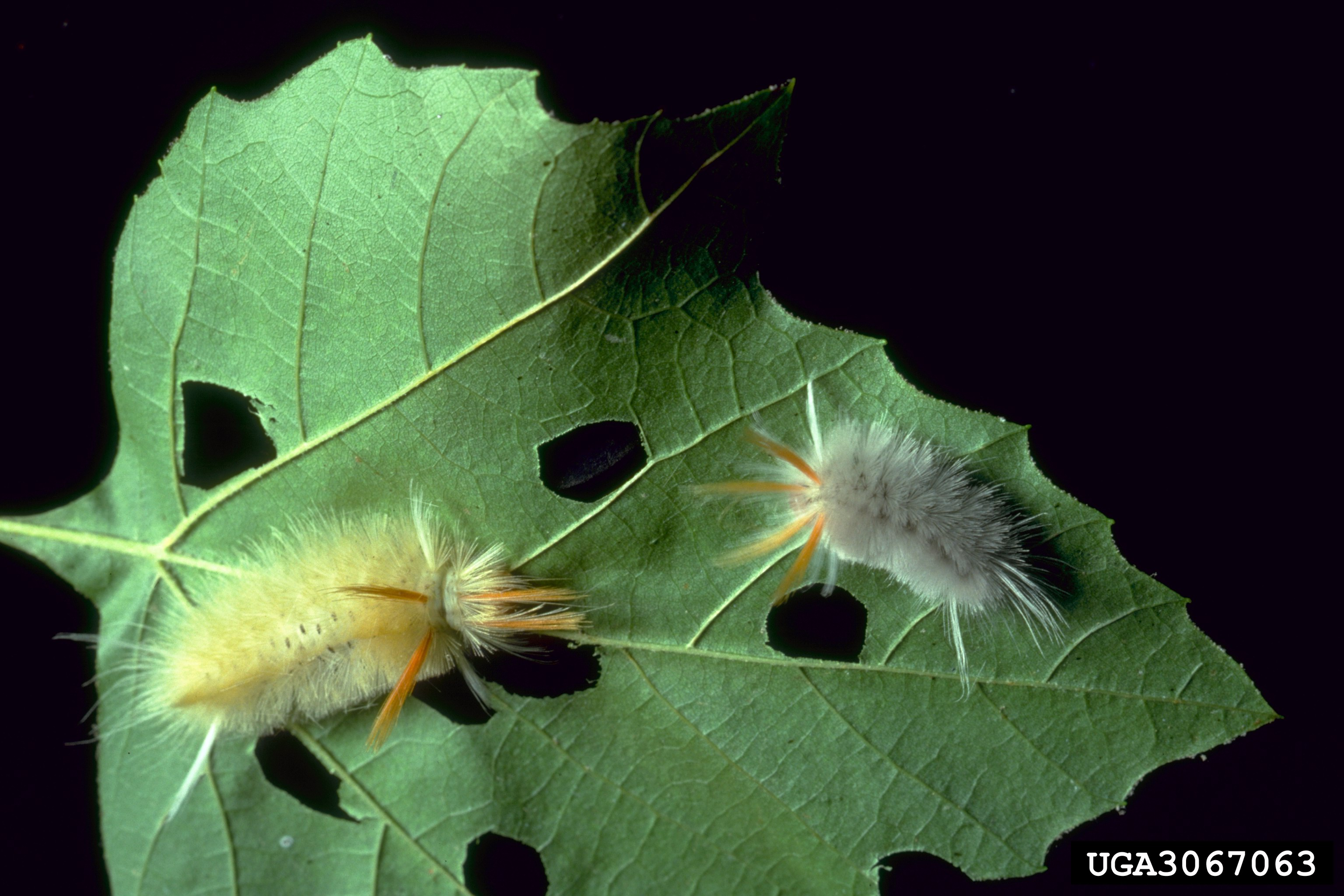
Sâu bướm

Sải cánh dài khoảng 50 mm. Con trưởng thành bay từ tháng 5 đến tháng 6 và từ tháng 7 đến tháng 8 tùy theo địa điểm.
Ấu trùng ăn Platanus occidentalis.

## Hình ảnh

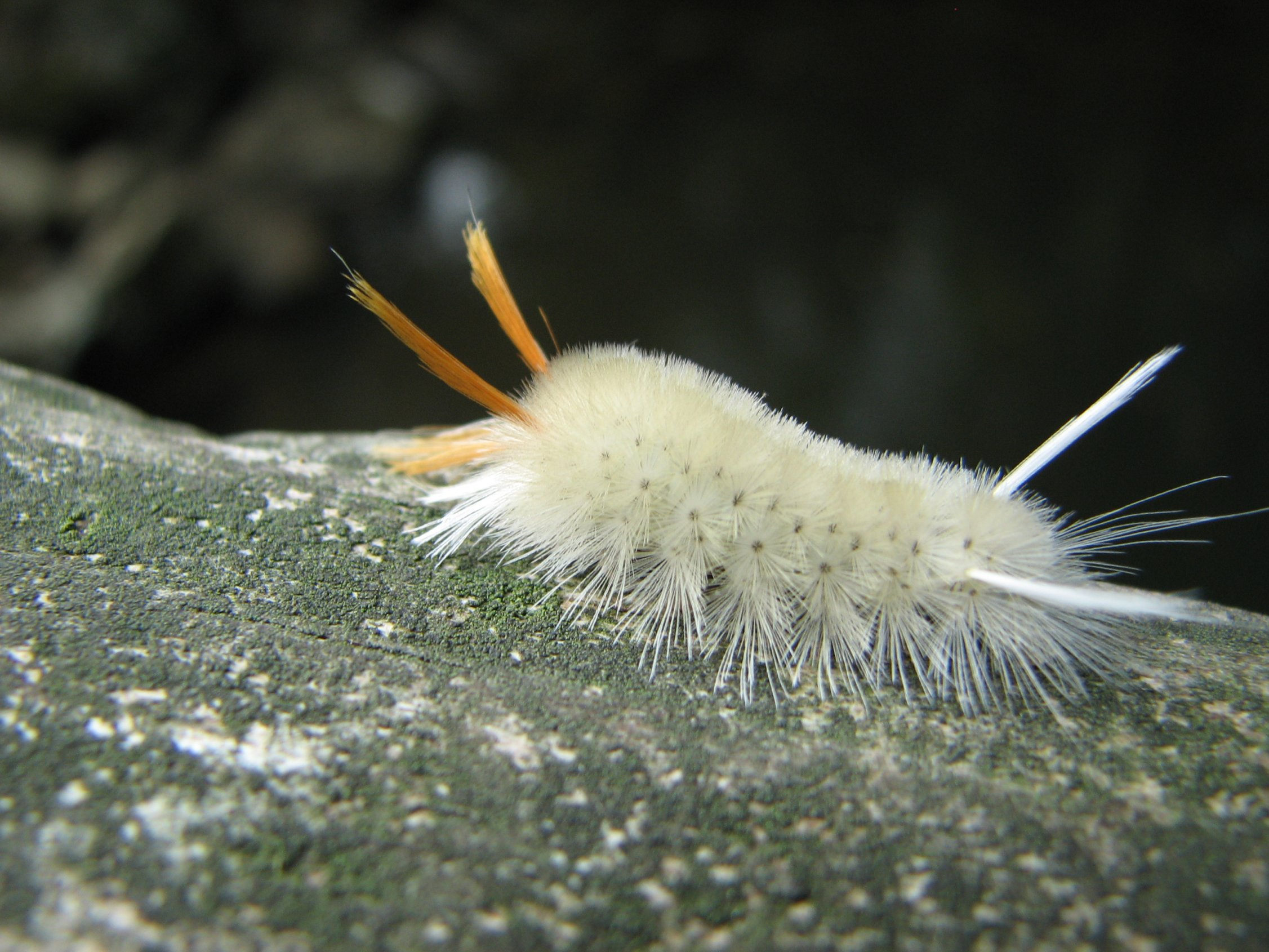